# Estret del Príncep Regent
L'estret del Príncep Regent (en anglès Prince Regent Inlet) és un estret marítim localitzat al nord del Canadà, a l'Arxipèlag Àrtic Canadenc, entre entre l'illa Somerset i la península Brodeur, a l'illa de Baffin.
Administrativament les seves aigües i costes pertanyen al territori autònom de Nunavut, Canadà.

## Geografia
L'estret del Príncep Regent connecta les aigües de l'estret de Lancaster, al nord, amb el golf de Boothia al sud, i discorre amb una amplada bastant uniforme en direcció SO-NE, sent la seva longitud d'uns 230 km. Accedint a les seves aigües des de l'estret de Lancaster, el seu inici està marcat per la línia entre el cap York (illa Baffin) i el cap Clarence (illa Somerset), amb una amplada d'uns 99 km.
Les seves aigües són molt profundes i no hi ha cap illa o illot en ell.

## Història

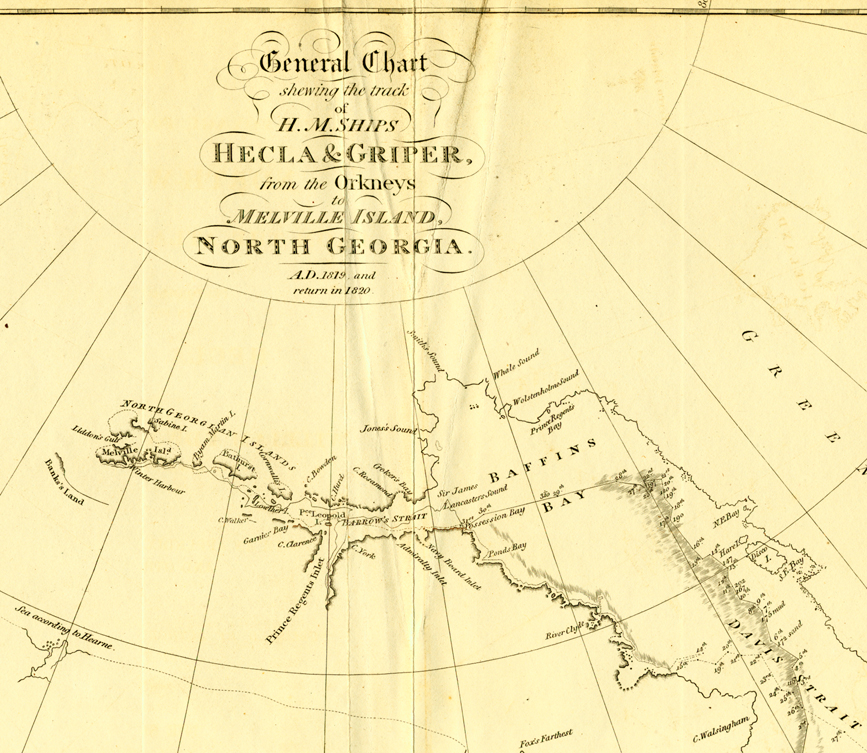
Carta del viatge del HMS Hecla & Griper (1819-20).

El primer occidental que va navegar per les aigües de l'estret va ser l'explorador britànic i capità de la Marina Reial Britànica, William Edward Parry, en la seva segona expedició de 1819-1820 a l'àrtic en busca del Pas del Nord-oest. Parry, que ja havia estat a l'àrtic amb John Ross, va aconseguir el comandament d'una nova expedició àrtica, formada per dos vaixells: el HMS Hecla, una bombarda de 375 tones, amb ell com a cap i Frederick William Beechey com a segon i dibuixant, i el HMS Griper, un bergantí de 180 tones, sota les ordres del tinent Liddon. Van sortir d'Anglaterra el 4 de maig de 1819 i el 4 d'agost van arribar a l'estret de Lancaster, que lliure de gel, els va permetre avançar fins als 74° 16′ N. En aquest moment van tenir un problema de navegació no conegut fins llavors, motivat per la proximitat del pol nord magnètic que va fer impossible l'ús de la brúixola. Això va fer que haguessin d'orientar-se mitjançant navegació de les estrelles, i, en els dies en què el cel no estava clar, només auxiliats per la direcció dels canviants vents. Van seguir internant-se en aigües de l'estret de Lancaster, deixant al nord l'illa de Devon i al sud l'illa de Baffin, fins a arribar a l'estret del Príncep Regent, al que van donar nom. Van entrar a l'estret però el gel els va obligar a fer mitja volta altra vegada cap a l'estret de Lancaster, per seguir el viatge cap a l'oest, deixant la costa meridional d'Illa Devon sempre al nord, i endinsant-se a l'estret de Barrow, arribant fins a l'illa de Melville, i assolir el meridià 110° W. En total van recórrer uns 1.100 km avançant sempre a l'oest, en el que és el principal tram del Pas del Nord-oest.